# 巴納德城堡 (城堡)

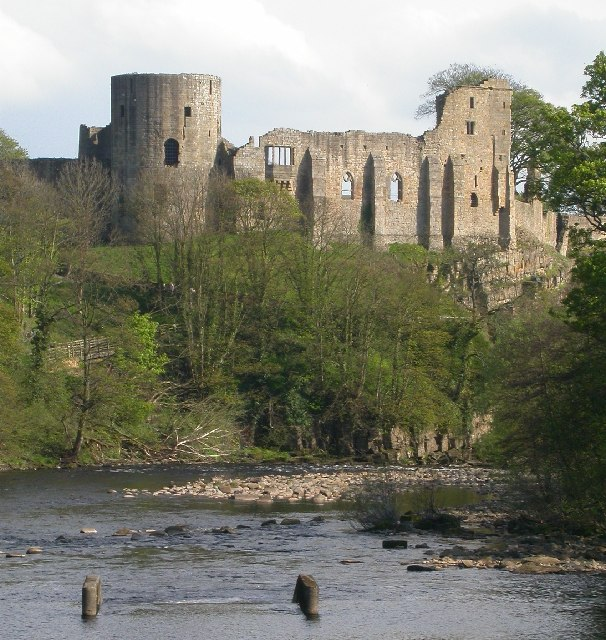

巴纳德城堡（Barnard Castle）是英格兰东北达勒姆郡的一座中世纪城堡遗址。该城堡位于同名城镇巴纳德堡附近，始建于1095年至1125年之间，并在1125年至1185年之间扩建。
 维基共享资源上的相關多媒體資源：Barnard Castle
54°32′36″N 1°55′36″W / 54.54333°N 1.92667°W